# Нижня межа неба (фільм)
«Нижня межа неба» (рум. La limita de jos a cerului) — румунсько-молдовський драматичний фільм 2013 року режисера Ігора Кобилянського. Фільм увійшов до списку претендентів на 87 премію Оскар 2015 року в категорії «Кращий фільм іноземною мовою».

## Сюжет
Віорел — хлопець, який живе в маленькому молдовському місті. Він намагається знайти собі трохи щастя, незважаючи на мляву та прозаїчну оточуючу дійсність, дещо прикрашену легкими наркотиками. Він не має ані великих амбіцій, ані ілюзій, однак в той же час не є абсолютним продуктом свого оточення. Його не чекає блискуча кар'єра та багатство, тому разом з кращим другом Гаскою він мріє політати на дельтоплані.

## В ролях
- Ігор Бабияк — Віорел
- Ела Іонеску — Марія
- Сержиу Волок — Гаска
- Ігор Карас-Романов — Віві
- Анжела Чобану — мати